# Дрягина, Ирина Викторовна
Ирина Викторовна Дря́гина (31 марта 1921 года, Саратов — 9 июня 2017 года, Москва) — советский и российский учёный, агроном-селекционер, доктор сельскохозяйственных наук (1972), профессор.
Участница Великой Отечественной войны, комиссар эскадрильи, летчик 46-го гвардейского ночного бомбардировочного авиационного полка 325-й ночной бомбардировочной авиационной дивизии 4-й воздушной армии 2-го Белорусского фронта, гвардии капитан.

## Биография
Родилась 31 марта 1921 года в Саратове. Отец был волжским матросом, водоливом, потом капитаном непарового судна. В детстве всей семьей плавали на барже от Саратова до Астрахани.
Выпускница саратовского аэроклуба. В Красной Армии с 1941 года. В действующей армии с мая 1942 года. В составе полка участвовала в битве за Кавказ, освобождении Кубани, Крыма. Член ВКП(б) с 1940 года.

«В ночь на 6 ноября 1942 года экипаж Ирина Дрягина — Полина Гельман разбомбил склад ГСМ у населенного пункта Кадгорон, — рассказывала Герой Советского Союза Ирина Себрова. — Пожар не прекращался всю ночь. Успешно бомбили они и другие сильно укрепленные пункты — Ищерскую, Кизляр, Малгобек, Терскую и др. За участие в этих боях Ирину Дрягину наградили орденом Красного Знамени».

В 1943 году в связи с ликвидацией должности комиссара была переведена на должность помощника начальника политотдела по комсомолу в 9-ю гвардейскую истребительную авиадивизию, которой командовал трижды Герой Советского Союза А. И. Покрышкин.

### После войны
В 1960-х годах — сотрудник МГУ имени М. В. Ломоносова, потом — Всесоюзного НИИ селекции и семеноводства овощных культур. В 1963 году была избрана на должность доцента кафедры генетики биолого-почвенного факультета МГУ. С 1978 по 1994 годы возглавляла Лабораторию селекции и семеноводства цветочных культур.
Автор 46 сортов ириса садового, 25 сортов других цветочных и декоративных культур (горошка душистого, бархатцев, табака душистого, гладиолуса, настурции, маргаритки, монарды).
Новые сорта цветов она называла именами своих боевых подруг-лётчиц, а также видных деятелей советской авиации и космонавтики. Так в нашей стране появились ирисы «Евгения Руднева», «Маршал Покрышкин», «Академик Королёв», «Марина Раскова», «Штурман Рябова», «Вадим Фадеев», «Гвардейский», «Полёт к Солнцу» (посвящён Герою Советского Союза М. П. Девятаеву), «Чистое небо». Соавтор некоторых сортов — Г. Е. Казаринов.
Проживала в Москве.

## Награды
- орден Красного Знамени (19.10.1942)
- два ордена Отечественной войны I степени (30.4.1945; 6.11.1985)
- 14 медалей

## Память
- Дрягина И. В. Записки летчицы У-2. — Центрполиграф. — Москва: 6000, 2007. — (На линии фронта. Правда о войне). — ISBN 978–5–9524–3041–9.

- По мотивам событий из послевоенной жизни И. В. Дрягиной и её научной работы — Мария Глушко написала роман «Живите дважды» (1966).